# Birinci Divizionu
La I Liqa è il secondo livello calcistico dell'Azerbaigian conosciuto fino alla stagione 2008-2009 col nome Birinci Dəst e dal 2009 al 2023 come Birinci Divizionu.

## Squadre 2024-2025
- Bakı Sporting (Baku)
- Cəbrayıl (Cəbrayıl)
- DİFAİ Ağsu (Ağsu)
- İmişli (İmişli)
- Karvan (Yevlax)
- Mingəçevir (Mingəçevir)
- MOİK Baku (Baku)
- Qaradağ (Baku)
- Qəbələ (Qəbələ)
- Zaqatala (Zaqatala)

## Albo d'oro
| Anno      | Campioni      | Secondo posto        |
| 2004-2005 | AZAL          | Energetik Mingəçevir |
| 2005-2006 | Qəbələ        | Xəzər-Lənkəran res   |
| 2006-2007 | MOİK Baku     | Bakılı Bakı          |
| 2007-2008 | MOİK Baku     | Bakılı Bakı          |
| 2008-2009 | ABN Bärdä     | Şahdağ Qusar         |
| 2009–2010 | Gəncə         | MOİK Baku            |
| 2010–2011 | Abşeron       | Rəvan Baku           |
| 2011–2012 | Qaradağ       | Neftçala             |
| 2012–2013 | Ağsu          | Qaradağ              |
| 2013–2014 | Araz          | Neftçala             |
| 2014–2015 | Neftçala      | Ağsu                 |
| 2015–2016 | Neftçala      | Qaradağ              |
| 2016–2017 | Turan Tovuz   | Səbail               |
| 2017–2018 | Xəzər Bakı    | Qaradağ              |
| 2018–2019 | MOİK Baku     | Sumqayıt-2           |
| 2019–2020 | Turan Tovuz   | Səbail-2             |
| 2020–2021 | Neftçi Baku-2 | Zaqatala             |
| 2021–2022 | Qaradağ       | Keşlə-2              |
| 2022–2023 | Araz          | Neftçi Baku-2        |
| 2023–2024 | Şamaxı        | Qaradağ              |